# Sacrificio di Abramo
La tarsia Sacrificio di Abramo conosciuta anche come il  Sacrificio di Isacco fa parte delle tarsie del coro della basilica di Santa Maria Maggiore. È collocata sul presbiterio nella parte dedicata al coro dei religiosi, ala sinistra tredicesimo stallo. Uno studio delle tarsie e dei disegni preparatori fu realizzato dalla studiosa Francesca Cortesi Bosco e pubblicato nel 1987.

## Storia
La congregazione della Misericordia Maggiore, che amministrava la basilica mariana, e che aveva deciso di completare il presbiterio con un nuovo altare e con il nuovo coro, il 12 marzo 1524 affidò a Lorenzo Lotto la realizzazione dei disegni per le tarsie La tarsia fu realizzata da Bernardino Scarati di Gandino nel 1525 e profilata nel medesimo anno, dal pittore Andrea Previtali, che risulta abbia ottenuto il pagamento di 3 lire «pro eius salario perfilandi um quadrum factum per m.rum Bernardinum de Gandino» Il disegno fu consegnato il 18 luglio 1524 con quello raffigurante l'Ebbrezza di Noè, e iscritto nel Liber Fabrice, documento che registrava ogni pagamento, con la dicitura: “quadro preparationis imolationis Isach”. Il lavoro fu sicuramente finito prima del 1525 quando Lorenzo Lotto dichiara di avere con sè il cartone preparatore. La profilatura della tarsia evidenzia la differenza tra questa e quelle eseguite dal veneziano, vi fu anche una questione insoluta che l'artista aveva con la congregazione circa il pagamento delle profilature, lavori che non venivano riconosciuti nel pagamento, contrariamente a quanto avrebbe voluto il Lotto.

## Descrizione

### Tarsia
L'invenzione o storia raffigura l'evento raccontato nella Genesi, quando Abramo accetta di sacrificare a Dio l'unico suo figlio Isacco come gli era stato chiesto da Dio stesso, e sul luogo da Lui indicato. Ma l'angelo del Signore fermò la sua mano e invece del figlio fu immolato a sacrificio un agnello.(Genesi 22,2-14) L'artista rappresenta il fatto su piani differenti, a sinistra della tarsia è raffigurata una villa cinquecentesca, con muro merlato e torre colombaie come era l'arte veneziana. Alla villa si accede da una cancellata aperta che sta indicare la vita quotidiana della famiglia e l'altra via, quella che porta a Dio e al sacrificio. Il monte indicato come luogo sacrificale, nelle scritture era molto lontano dalla casa, almeno tre giorni di cammino, nella tarsia invece si presenta quasi in prossimità. Abramo con il figlio carico della legna necessaria per preparare l'ara, salgono da soli la montagna.

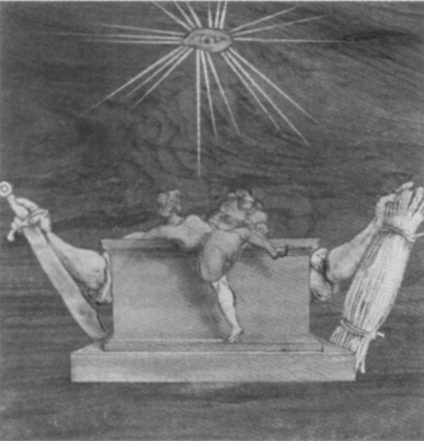
7Coperto della tarsia Sacrificio di Abramo

### Coperto
Il cartone preparatore fu consegnato il 16 marzo 1525 con altri come indicato nel registro “Liber Fabrice”, ultimata e profilata nel 1531 dal Capoferri. Il coperto presenta per la prima volta l'alterazione delle proporzioni da parte del Lotto. Centrale un altare su cui un fanciullo tenta di salire con difficoltà, riprende un altare liturgico avendo una misura più allungata di un'ara. Ambigua anche l'immagine dal fanciullo che pare troppo grande per l'altare, quindi riferibile a una persona adulta. Lo sguardo del giovane è verso il viso che, di grande proporzioni, sembra uscire dall'altare stesso, e le grandi braccia che reggono ai lati dell'altare, un fascio di legna e una spada, come se l'altare sacrificale sia il grande padre a cui si affida il figlio. Vi è un'attrazione importante tra i due.  Sopra di loro il triangolo con l'occhio di Dio che controlla e comanda ogni cosa.
Il coperto fa riferimento anche a un altro figlio, il figlio di Dio: Cristo, che sale solo sul luogo destinato al martirio accentandone il compito davanti agli occhi del Padre, che per amore di ogni uomo accetta il sacrificio del Figlio. Difficile per ogni uomo è comprendere la grandezza del sacrificio che Abramo era disposto a compiere per la sua salvezza, così come Dio padre per la salvezza di ogni uomo.